# Чернігівська губернія
51°30′ пн. ш. 31°18′ сх. д. / 51.5° пн. ш. 31.3° сх. д.
Черні́гівська губе́рнія — історична адміністративно-територіальна одиниця на Лівобережній Україні, 1802 року виділена з Малоросійської губернії. Адміністративний центр — місто Чернігів. Площа губернії — 52 396 км², чисельність населення — 2 297 854 осіб (за переписом 1897 року), з них 1 525 000 (66,4 %) українців.
У 1919 році 4 північні повіти відійшли до Гомельської губернії (з 1926 року — до Брянської губернії РСФРР). 1925 року Україні було повернуто в повному складі Семенівську волость та 2 села (Карповичі та Тимоновичі) Новоропської волості Новозибковського повіту.
У 1925 поділ на губернії було ліквідовано, а територія колишньої Чернігівської губернії відійшла до складу Глухівської, Конотопської, Ніжинської і Чернігівської округ УСРР.

## Географія
Чернігівська губернія розташовувалася в середній смузі європейської частини Російської імперії. Вона належала до числа внутрішніх губерній, які не мали кордонів з іншими державами. На заході межувала з Київською, Мінською, Могилівською губерніями; на півдні з Полтавською; на сході — з Курською та Орловською; на півночі — зі Смоленською та Орловською губерніями. Історично, північні та східні межі губернії відображають поділ між землями Польсько-литовської і Московської держави в XVII столітті. Частина кордонів проходила по річкам Сейм, Сож та Дніпро.
Площа губернії становила приблизно 52 397 км², але в залежності від способу вимірювання вона оцінювалася і в 51 919 км², і в 53 918 км². Найбільша довжина губернії від північно-східного кута до південно-західного становила 350 верст (373 км), найменша ширина — у перехваті між Могилівською та Орловською губерніями — менше 100 верст.

### Рельєф
Поверхня переважно рівнинна. Окремі височини були на півночі та північному сході губернії — у повітах Мглинському та Суразькому, які лежали на плоскій височині, основна частина якої перебувала в Смоленській губернії.
Гори відсутні за винятком деяких високих місць на правих берегах Десни, Іпуті, Судості. Найвища точка губернії розташовувалася на межі Новгород-Сіверського повіту з Сосницьким біля сіл Овдіївка та Шабалтасівка. Найнижчі місця, уворені сильним та тривалим розливом води, знаходилися по лівих берегах Дніпра та Десни.

### Ґрунти
У південних повітах ґрунти глинясті чорноземи. У Мглинському та Суразькому повітах землі сіропіщані з підзолом. Через свою структури ці ґрунти погано зберігають вологу і є найменш родючими.

### Водні ресурси
Всі річки Чернігівської губернії були притоками Десни та Сожа, які впадають до Дніпра. Забезпеченість водою в губернії достатнє за винятком північних Суразького та Мглинського повітів, де через особливості ґрунтів під час посух води часто бракувало.
Найважливіша річка — Десна, яка є судноплавною на всій території губернії. Її притока Сейм також судноплавна і має велике господарське значення в транспортуванні хліба з Курської губернії до Дніпра.
Навесні Десна і Сейм часто виходили з берегів, внаслідок чого їх долини були низинними та болотяними.
Дніпро з'єднувався з Двиною, Неманом та Віслою штучними каналами Березинським, Огинським, Кролевецьким, які були здатні забезпечити сполучення з Чорного до Балтійського моря, але перебували в незадовільному технічному стані.

## Адміністративний поділ

### Російська імперія
Складалася з 15 повітів: Борзнянський, Глухівський, Городнянський, Козелецький, Конотопський, Кролевецький, Новгород-Сіверський, Ніжинський, Остерський, Сосницький, Чернігівський, Мглинський, Новозибковський, Стародубський, Суразький.

### Склад за Гетьманату (квітень-грудень 1918)

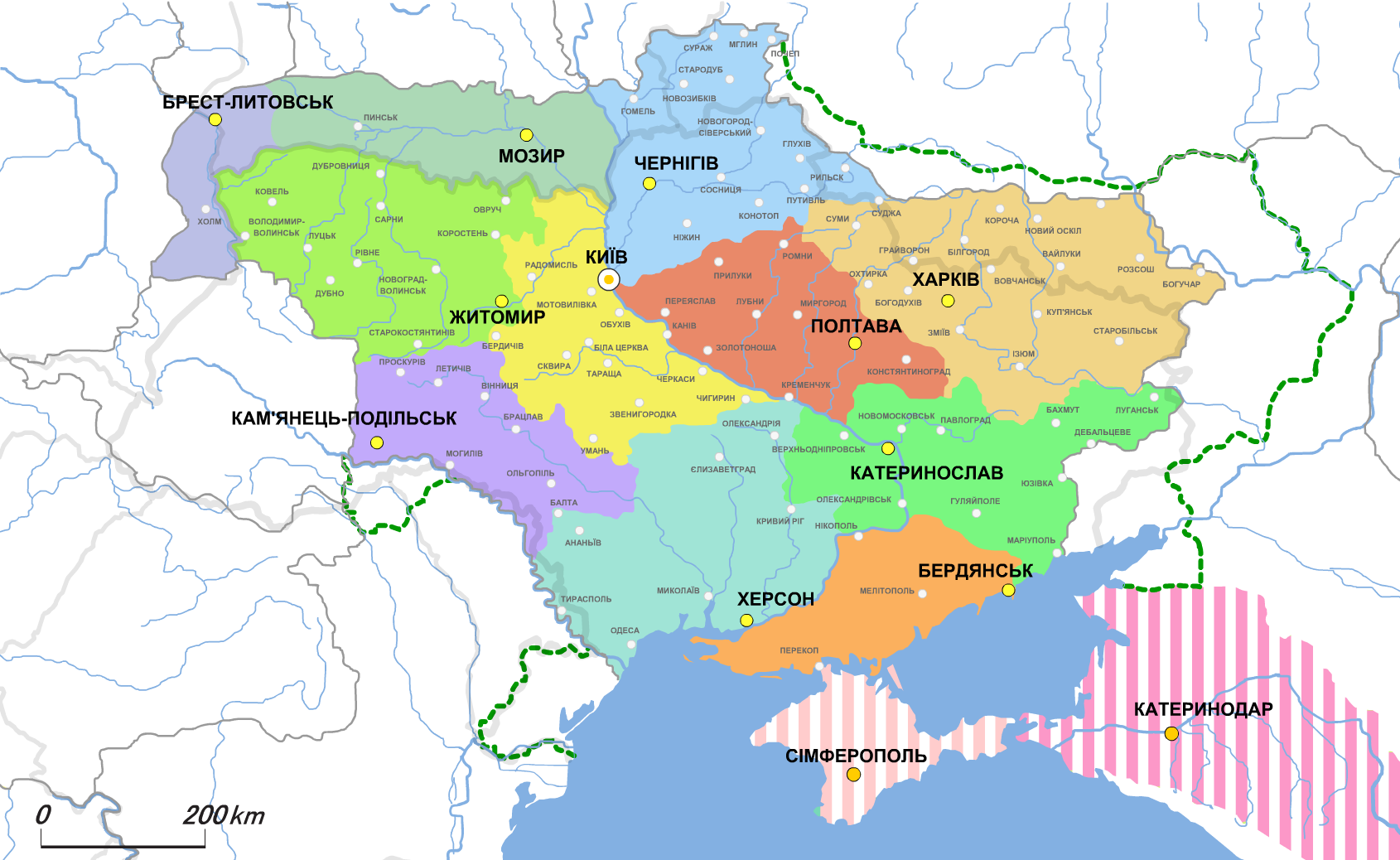
Адміністративно-територіальний устрій Української Держави
Чернігівська губернія

Губернія мала бути складеною з 18 повітів: вже існуючі 15 повітів з планованими долучити 3 повіти: з Могильовської губернії — Гомельський повіт; Курської губернії — Путивльський повіт, Рильський повіт.
Список повітів, частину яких планувалося приєднати до суміжних існуючих, або новоприєднаних повітів: з Могилівської губернії: Рогачівський повіт; з Орловської губернії: Севський повіт, Трубчевський повіт; з Курської губернії: Дмитріївський повіт, Льговський повіт, Курський повіт.
За Української Держави до Чернігівської губернії були тимчасово приєднані Гомельський повіт Могильовської губернії Білорусі і Путивльський та Рильський повіти Курської губернії.

### У складі Української СРР (1919—1925)
Складалася з 12 повітів: Борзнянський, Глухівський, Городнянський, Козелецький, Конотопський, Кролевецький, Новгород-Сіверський, Ніжинський, Остерський, Сосницький, Чернігівський, Шосткинський.
31 січня 1923 року були ліквідовані Остерський, Козелецький, Сосницький, Борзнянський, Городнянський, Глухівський і Кролевецький повіти.
Протягом 1924 р. проводились наступні адміністративно-територіальні перетворення: ліквідовувались малопотужні райони, здійснювалось перенесення районних адміністративних центрів в економічно потужніші населені пункти, з одночасним перейменуванням районів. У Чернігівській губернії Остерський район з Ніжинської округи був перенесений у Чернігівську, а Парафіївський район Конотопської округи, Сорокошиський район Чернигівської округи розформувався; Хороше-Озерський район Ніжинської округи перейменувати у Комарівський, Морівський район Чернигівської округи — у Максимівський. Проєкт Чернігівської ГАТК розглянутий ЦАТК в ході її засідання від 10 грудня 1924 р. Корективи адміністративно-територіального поділу затверджувались постановою останньої.

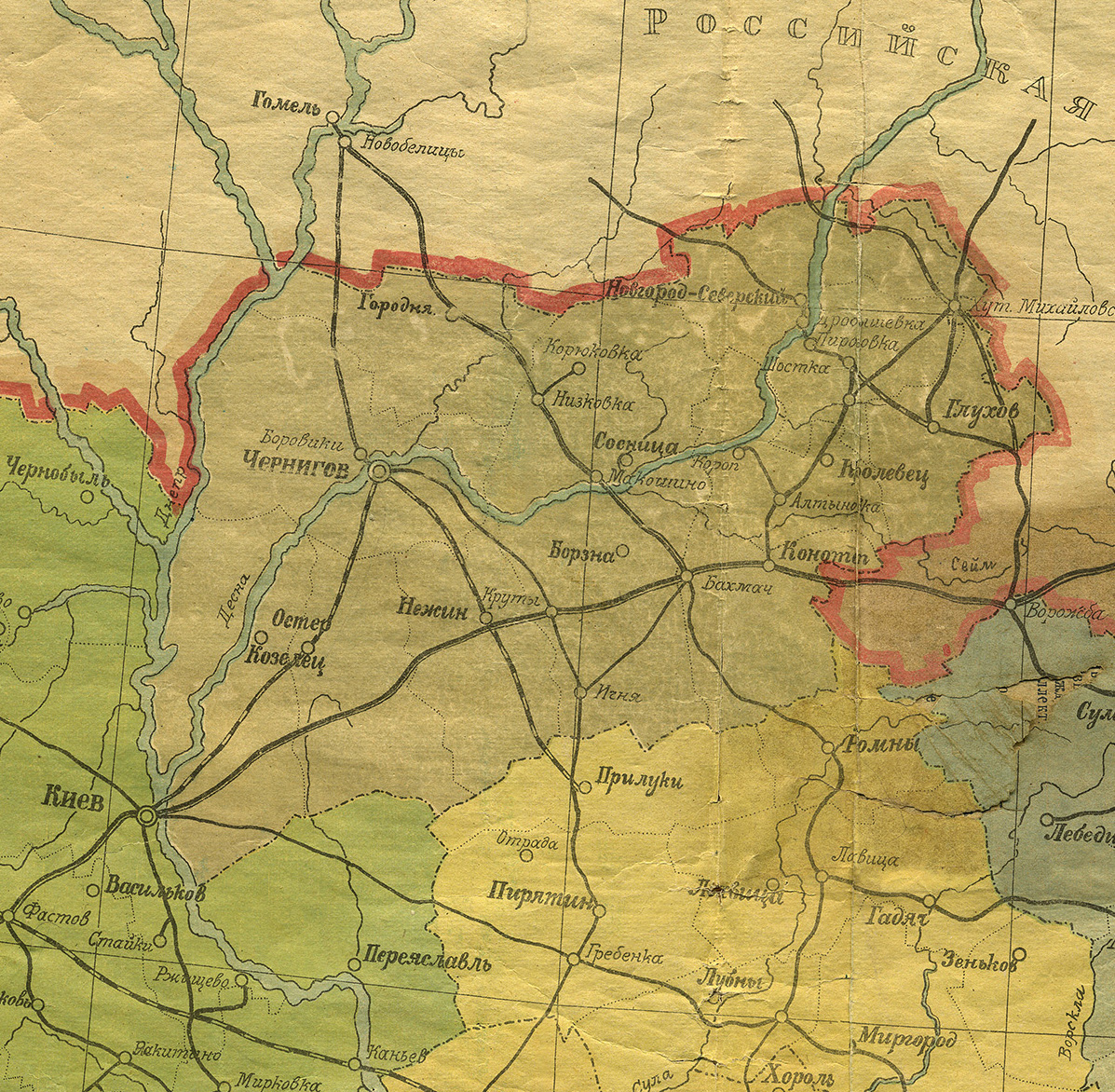
Карта Чернігівської губернії, 1921
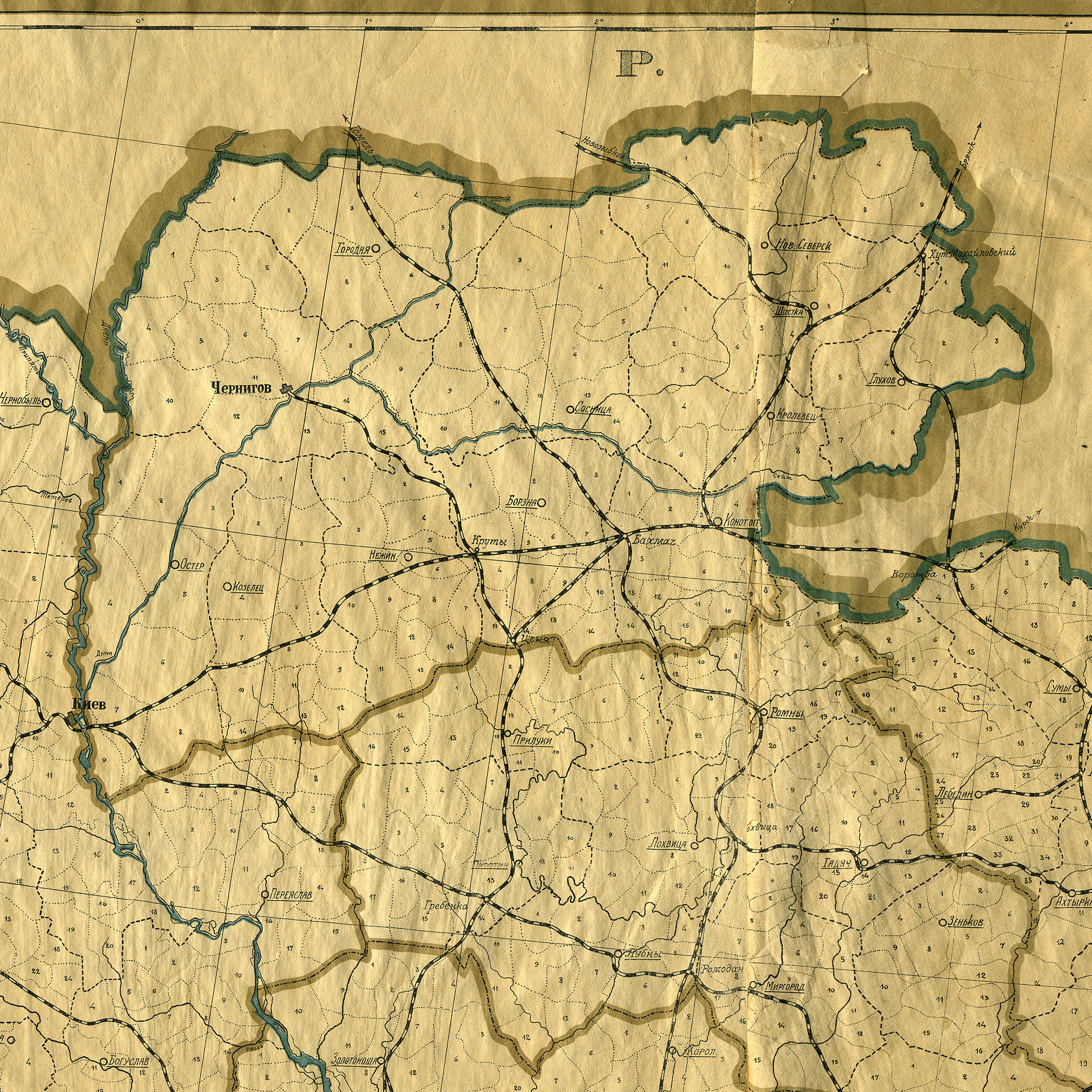
Карта Чернігівської губернії, 1921
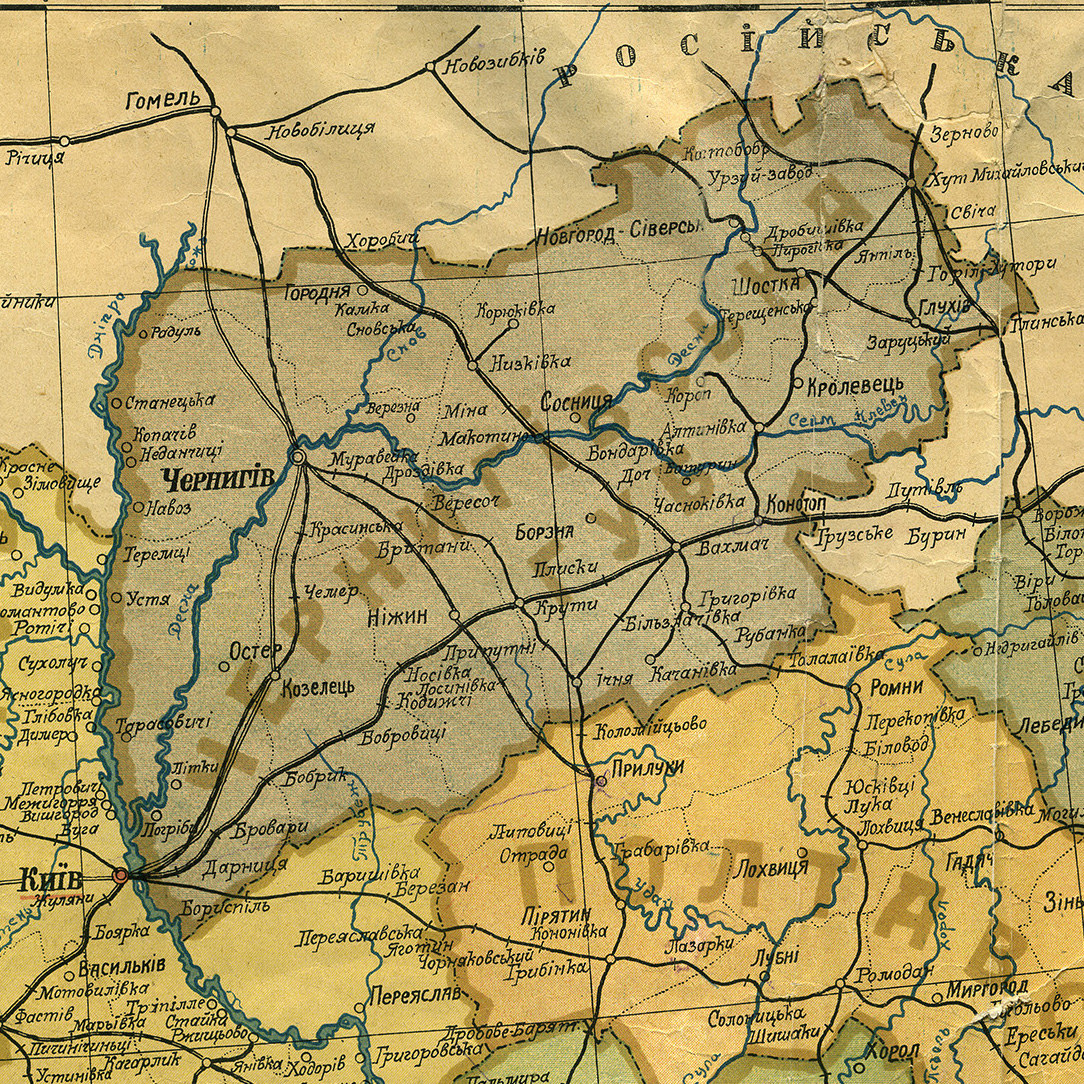
Карта Чернігівської губернії, 1922
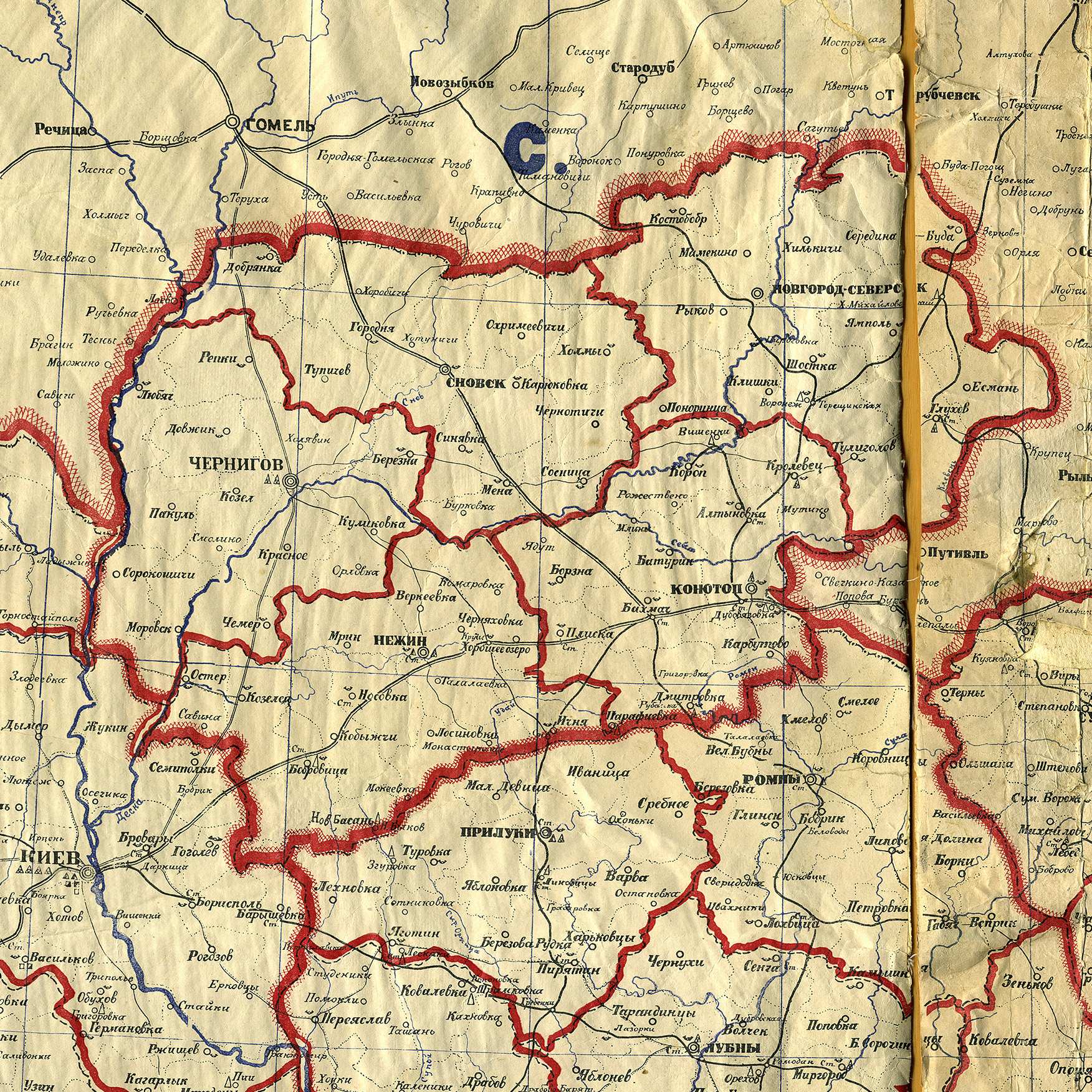
Карта Чернігівської губернії, 1923
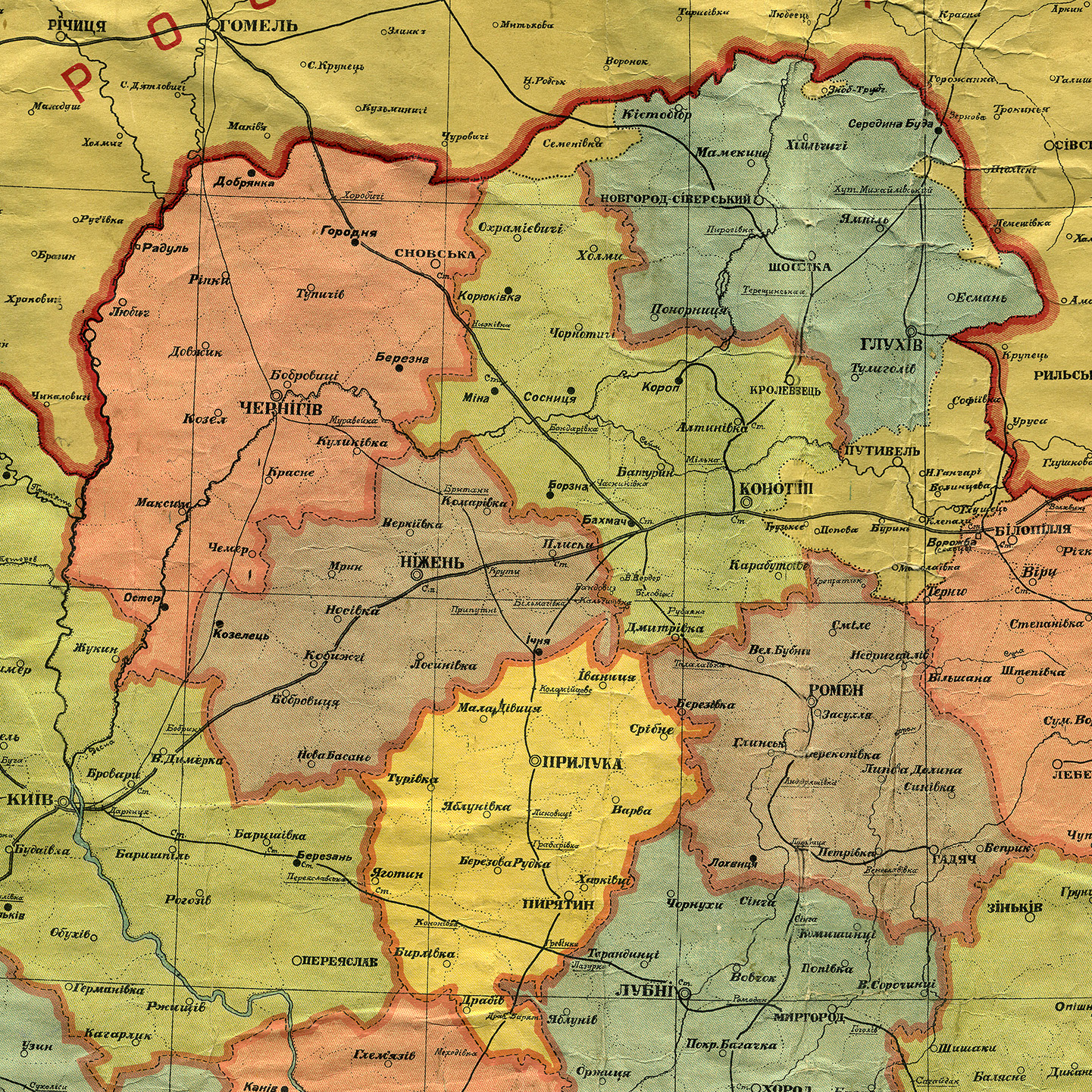
Територія колишньої Чернігівської губернії на карті Української СРР, адміністративні межі станом на 1 жовтня 1925
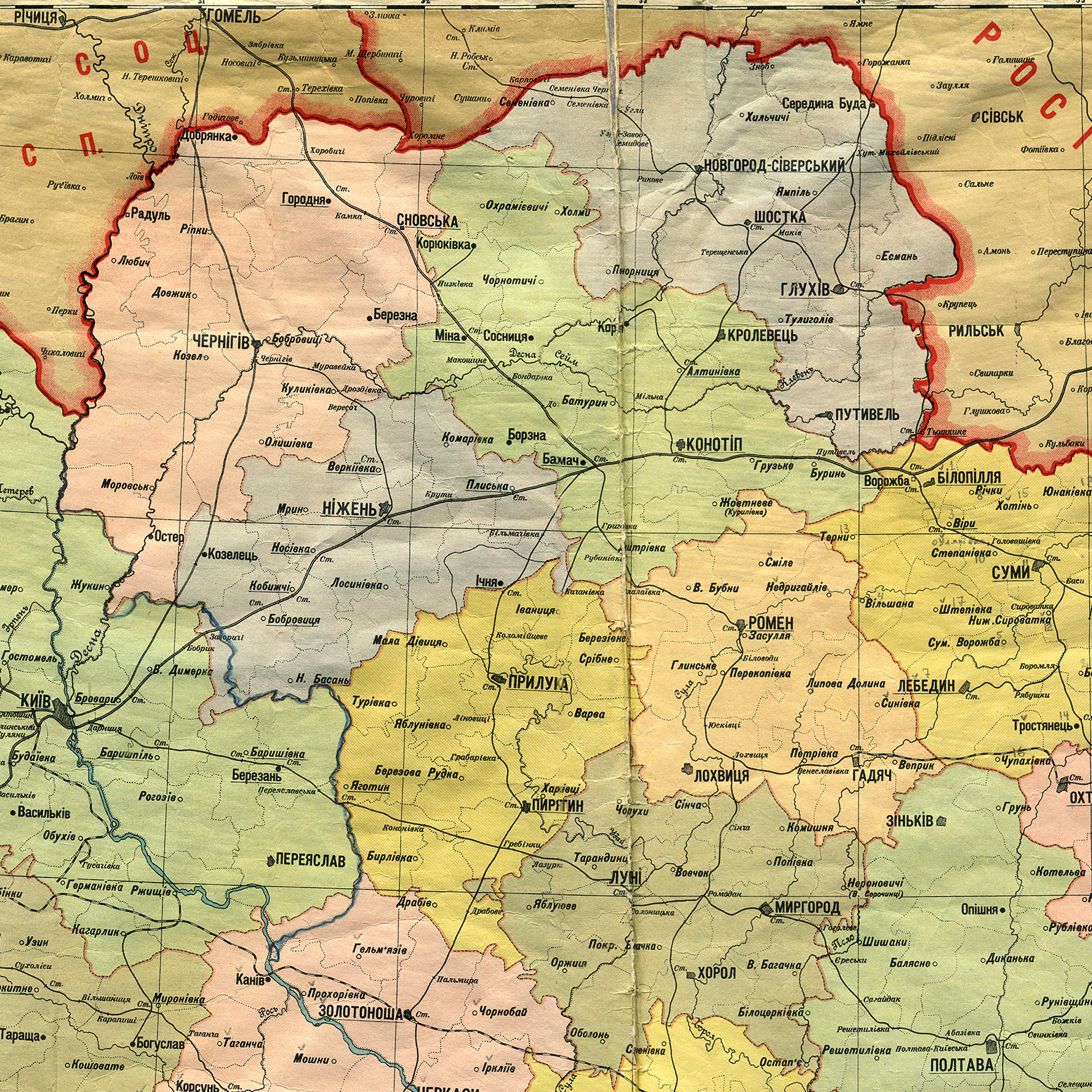
Територія колишньої Чернігівської губернії на карті Української СРР, адміністративні межі станом на 1 березня 1927

## Населення губернії

### Чисельність
| Рік  | Населення |
| ---- | --------- |
| 1835 | 1 258 000 |
| 1852 | 1 312 000 |
| 1858 | 1 461 866 |
| 1879 | 1 850 500 |
| 1897 | 2 297 854 |
| 1905 | 2 693 800 |
| 1906 | 2 699 959 |

Чернігівська губернія належала до числа староосвоєних та густонаселених губерній Російської імперії. Цьому сприяло вигідне географічне положення, сприятливий клімат та родючі ґрунти.
На початок XIX століття населення Чернігівської губернії оцінювалося в 1,26 млн осіб, але ці дані не є точними оскільки відсутні дані ревізій 1795 і 1811 років. 7-ма, 8-ма та 9-та ревізії проводились з дефектами, і їхні результати часто ставились під сумнів. Тим не менш вони зафіксували поступове зростання чисельності населення — з 646 968 душ чоловічої статі в 1835 до 674 581 в 1852 році. Паралельно з цим зменшилась кількість кріпосних селян — з 290 390 душ (44,9 %) у 1835 до 281 844 (41,8 %) у 1852 році. З 1782 року частка кріпосних зменшилась приблизно на 17 % (з 58,6 %). Цей процес був характерний для всієї Російської імперії вже з кінця XVIII століття, але кількість кріпосних значно відрізнялася в різних губерніях — від 1,8 % у В'ятській губернії до 69,4 % в Могилівській і 70,9 % в Смоленській.
Остання ревізія була проведена в 1858 році і була найякіснішою з усіх попередніх. Згідно з нею 1858 року кількість населення склала 1 461 866 осіб, з них 37,6 % — кріпаки (в середньому на одного поміщика приходилося 60 кріпаків, у Полтавській губернії — 45, по імперії — 100).
Всього в губернії було 3672 поселення, з яких більше половини (52 %) мали менше 100 душ. Найкрупнішими села були в південно-східних повітах, найменшими — у північних. Населені пункти з населенням більше 1000 становили десяту частину від усіх. У п'яти містах кількість населення перевищувала 10 000.
На один двір у середньому приходилося 6,8 душ, найбільше — у Стародубському повіті (7,7).
Населення продовжувало зростати — до 1850,5 тис. у 1879 році; 2297,9 тис. у 1897 році; 2693,8 тис. у 1905 році.

### Природний рух
| Рік  | Народжуваність | Смертність | Приріст |
| ---- | -------------- | ---------- | ------- |
| 1884 | 54,8           | 36,7       | +17,6   |
| 1885 | 54,9           | 35,8       | +19,1   |
| 1886 | 53,3           | 33,9       | +19,5   |
| 1887 | 51,8           | 34,0       | +17,8   |
| 1888 | 52,8           | 31,4       | +21,4   |
| 1889 | 51,0           | 32,4       | +18,4   |

Усі факти народження і смерті в Російській імперії реєструвалися в церковних парафіях. За цими даними на 1836—1860 роки в середньому по губернії щорічно народжувалося 65 275 осіб православного населення. Помирало щорічно в середньому 56 008 осіб, причому пік смертей приходився на епідемію холери 1848 року, коли померло 97 212 осіб.
Перші спроби визначити віковий розподіл населення, рівень народжуваності та смертності населення в Чернігівській губернії припадають на 1880-ті роки за ініціативою губернського земського лікаря Святловського. До волостей були розіслані бланки для збору відомостей про вік, кількість народжених та померлих. Дані були систематизовані наприкінці 1880-х років.
Природний рух залежав переважно від природних та біологічних факторів. Так, він був меншим у неврожайний 1887, і більший у врожайний 1888 рік. Народжуваність населення залежала від смертності — чим вища в місцевості народжуваність, тим вища смертність. У чотирьох волостях смертність досягала 48 на 1000, і народжуваність — до 60. Більшість смертей (65 %) приходилося на дітей до десяти років, з них до одного року — приблизно 33 % (від 27 % у Кролевецькому повіті до 41 % у Новозибковському). Смертність серед дітей була вищою серед православних і старообрядців, і нижчою серед євреїв (у 1,5 рази).
|                    | 1782–1861 | 1861–1894 |
| ------------------ | --------- | --------- |
| Міське населення   | +1,27 %   | +2,35 %   |
| Сільське населення | +0,30 %   | +1,63 %   |
| Все населення      | +0,35 %   | +1,70 %   |

За 130 років кількість населення на території Чернігівської губернії зросла на 144,1 %. Приріст за весь період сильно змінювався. У часи Гетьманщини 1764—1782 років приріст населення на землях Чернігівської губернії становив приблизно 1,4 % на рік. Після введення кріпацтва він значно зменшився, особливо серед сільського населення і в період з 1783 по 1861 становив всього 0,35 % на рік. Після скасування кріпацтва він знову підвищився до 1,70 % 1890-х роках і продовжував зростати до початку Першої світової війни, у результаті стабільно високої народжуваності і поступового зниження смертності.

### Етнографічний склад

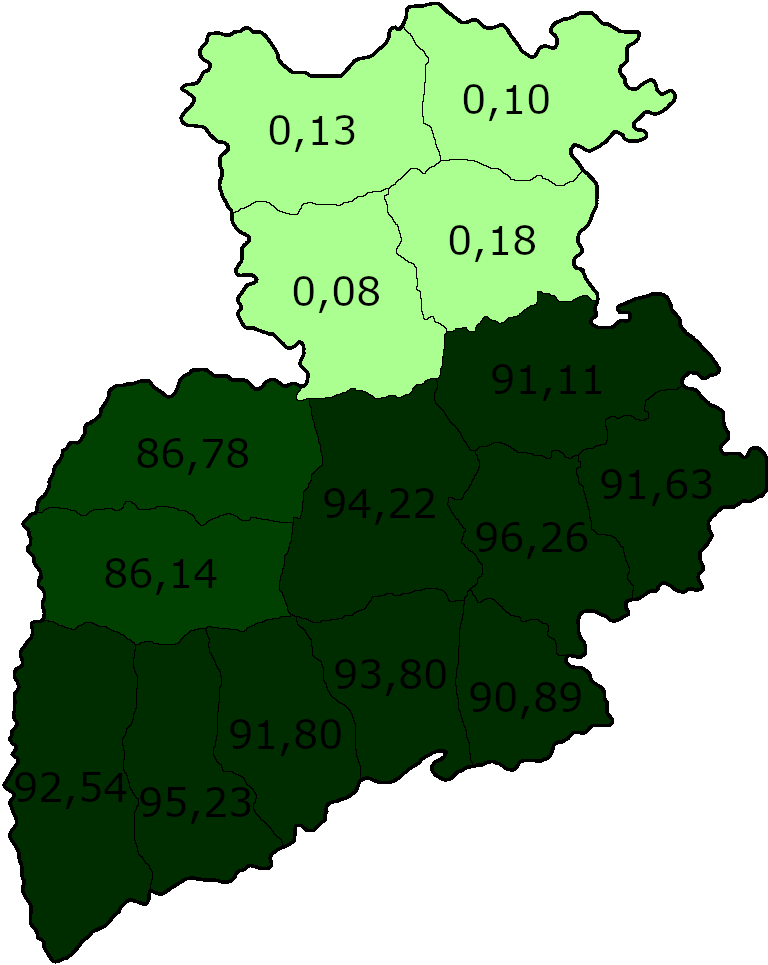
Частка українськомовного населення в повітах Чернігівської губернії за даними перепису населення 1897 року

Етнографічний склад губернії строкатий, що пов'язано з природними умовами та історичним минулим.
У Суразькому повіті переважала білоруська мова, зі зм'якшенням дь та ть у дзь та ць; у північно-східній частині губернії — Мглинському, Стародубському повітах — лише акання, без пом'якшення приголосних, наближене до говірки Орловської губернії. Крім того, мова мешканців півночі губернії характеризувалася наявністю дифтонгів уо, уі, уи. Більшість населення — всі південні та центральні повіти розмовляли українською мовою з оканням.
В антропологічному плані мешканці півдня було більш чорноволосі, широкоплечим, з розширеними ніздрями та сплюснутим носом. На півночі — гостроносі, з русявим волоссям, тонкішою будовою тіла.
Перші спроби зафіксувати етнографічний склад Чернігівської губернії сягають 1859 року. Згідно з даними церковно-парафіяльних списків у губернії проживало:
- українців («малоросів (степовиків)») — 1 250 186 (85,6 %)
- росіян («великоросів (слобожан)») — 88 802 (6,1 %)
- білорусів (литвинів) — 82 483 (5,6 %)
- німців — 2466 (0,2 %)
- греків — 365 (0,02 %)
- євреїв — 36 539 (2,5 %)
- циган — 664 (0,04 %)
- всього — 1 461 505

Українці були розселені суцільною масою в повітах Остерському, Козелецькому, Ніжинському, Борзнянському, Конотопському, Глухівському, Кролевецькому, Сосницькому, Чернігівському та Новгород-Сіверському, де вони становили 91–98 %. У Новозибковському та Стародубському повітах їх частка була меншою — 67 і 75 % відповідно — через велику кількість сіл та посадів старовірів, які з'явились тут у XVII столітті. Крім того існували поселення старовірів у Суразькому та Городнянському повітах. У Суразькому повіті переважають білоруси, які колонізували цей край у XVII столітті. Євреї проживали в повітах з найбільшою кількістю міського населеннями — Глухівському, Чернігівському. Вони з'явились у губернії наприкінці XVIII століття. По ревізії 1835 року євреїв чоловічої статі налічувалось 13 525, з них купцями було 765 осіб, селянами — 380, а абсолютна більшість — 12 316 були міщанами. Їх кількість збільшувалась паралельно зі зростанням міст та збільшенням кількості міських жителів і з 1858 по 1897 рік єврейське населення зросло втричі — з 36 539 до 113 787 (до 5 % загального населення і 26 % міського населення губернії).
У Борзнянському повіті проживали німці — колоністи з-під Франкфурта та Данцига, що переселилися в 1765—1768 роках. Основними німецькими поселеннями були колонії Біла Вежа та Грос-Вердер, де існували одна римо-католицька та одна лютеранська церква, діяли ярмарки. Крім того кількість німців збільшувалась внаслідок міграції у XIX столітті — з 432 у 1782 до 5306 у 1897 році. У Ніжині та Ніжинському повіті проживали греки. У результаті асиміляції та інших факторів кількість їх дещо зменшилась у порівнянні з кінцем XVIII століття — з приблизно 400 у 1782 до 365 у 1859 році. Перепис 1897 року вже не зафіксував грецького населення в губернії. Крім того тут проживала невелика кількість циган, найбільше в Конотопському та Новгород-Сіверському повітах.

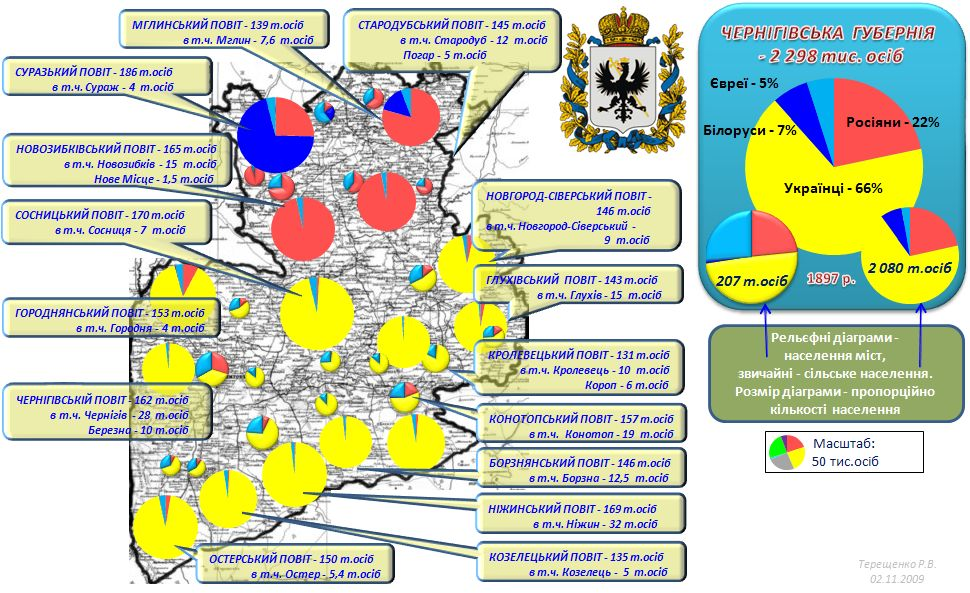
Населення Чернігівської губернії в 1897 році

Перепис населення Російської імперії 1897 року зафіксував такий етнічний склад населення Чернігівської губернії:
- українці — 1 526 072 (66,4 %)
- росіяни — 495 963 (21,6 %)
- білоруси — 151 465 (6,6 %)
- євреї — 113 787 (5,0 %)
- німці — 5306 (0,2 %)
- цигани — 739 (0,03 %)
- інші — 4522 (2,0 %)
- всього — 2 297 854

У всіх повітах, за винятком чотирьох північних, переважали українці (85–96 %). У Суразькому повіті більшість (69,4 %) мали білоруси. У Мглинському, Стародубському, Новозибковському — великороси (78,2 %, 92,9 % та 94,2 % відповідно). Близько половини євреї жило в містах та містечках. Найбільша частка їх була в Суражі (59,9 %), Стародубі (39,6 %), Мглині (35,0 %), Новгороді-Сіверському (32,0 %), Чернігові (31,7 %), Козельці (31,7 %). Німці проживали переважно в сільській місцевості Борзнянського повіту — 4379 (або 3 % його населення). Цигани були розсіяні по губернії рівномірно.
Мовний склад населення повітів та міст Чернігівської губернії за даними перепису 1897 року:
| Повіт                     | Населення | Українська | Російська | Білоруська | Єврейська | Німецька | Польська | Циганська |
| ------------------------- | --------- | ---------- | --------- | ---------- | --------- | -------- | -------- | --------- |
| Чернігівський повіт       | 162 123   | 139 656    | 9012      | 267        | 12 257    | 128      | 404      | 117       |
| Борзнянський повіт        | 146 595   | 137 501    | 926       | 81         | 3596      | 4379     | 82       | 16        |
| Глухівський повіт         | 142 661   | 130 725    | 5958      | 83         | 5514      | 59       | 183      | 76        |
| Городнянський повіт       | 153 040   | 132 803    | 11 992    | 502        | 7053      | 82       | 515      | 55        |
| Козелецький повіт         | 135 129   | 128 683    | 1336      | 33         | 4677      | 39       | 196      | 3         |
| Конотопський повіт        | 156 535   | 142 276    | 5370      | 509        | 7636      | 116      | 422      | 116       |
| Кролевецький              | 131 089   | 126 180    | 886       | 23         | 3904      | 11       | 40       | 18        |
| Новгород-Сіверський повіт | 146 236   | 133 230    | 6302      | 59         | 6444      | 33       | 103      | 39        |
| Ніжинський повіт          | 168 718   | 154 881    | 3146      | 107        | 9992      | 85       | 362      | 25        |
| Остерський повіт          | 150 358   | 139 136    | 4164      | 232        | 6308      | 78       | 201      | 54        |
| Сосницький повіт          | 170 057   | 160 223    | 1732      | 201        | 7592      | 27       | 244      | 14        |
| Мглинський повіт          | 139 343   | 135        | 108 981   | 19 739     | 10 174    | 35       | 76       | 145       |
| Новозибковський повіт     | 164 840   | 138        | 155 209   | 323        | 8872      | 63       | 180      | 17        |
| Стародубський повіт       | 144 833   | 262        | 134 560   | 12         | 9840      | 28       | 96       | 0         |
| Суразький повіт           | 186 297   | 243        | 46 389    | 129 294    | 9928      | 143      | 198      | 44        |
| Загалом по губернії       | 2 297 854 | 1 526 072  | 495 963   | 151 465    | 113 787   | 5306     | 3302     | 739       |

| Повіт                     | Населення | Українська | Російська | Білоруська | Єврейська | Німецька | Польська | Циганська |
| ------------------------- | --------- | ---------- | --------- | ---------- | --------- | -------- | -------- | --------- |
| Чернігівський повіт       | 162 123   | 86,1 %     | 5,6 %     | 0,2 %      | 7,6 %     | 0,1 %    | 0,2 %    | 0,1 %     |
| Борзнянський повіт        | 146 595   | 93,8 %     | 0,6 %     | 0,1 %      | 2,5 %     | 3,0 %    | 0,1 %    |           |
| Глухівський повіт         | 142 661   | 91,6 %     | 4,2 %     | 0,1 %      | 3,9 %     |          | 0,1 %    | 0,1 %     |
| Городнянський повіт       | 153 040   | 86,8 %     | 7,8 %     | 0,3 %      | 4,6 %     | 0,1 %    | 0,3 %    |           |
| Козелецький повіт         | 135 129   | 95,2 %     | 1,0 %     |            | 3,5 %     |          | 0,1 %    |           |
| Конотопський повіт        | 156 535   | 90,9 %     | 3,4 %     | 0,3 %      | 4,9 %     | 0,1 %    | 0,3 %    | 0,1 %     |
| Кролевецький              | 131 089   | 96,3 %     | 0,7 %     |            | 3,0 %     |          |          |           |
| Новгород-Сіверський повіт | 146 236   | 91,1 %     | 4,3 %     |            | 4,4 %     |          | 0,1 %    |           |
| Ніжинський повіт          | 168 718   | 91,8 %     | 1,9 %     | 0,1 %      | 5,9 %     | 0,1 %    | 0,2 %    |           |
| Остерський повіт          | 150 358   | 92,5 %     | 2,8 %     | 0,2 %      | 4,2 %     | 0,1 %    | 0,1 %    |           |
| Сосницький повіт          | 170 057   | 94,2 %     | 1,0 %     | 0,1 %      | 4,5 %     |          | 0,1 %    |           |
| Мглинський повіт          | 139 343   | 0,1 %      | 78,2 %    | 14,2 %     | 7,3 %     |          | 0,1 %    | 0,1 %     |
| Новозибковський повіт     | 164 840   | 0,1 %      | 94,2 %    | 0,2 %      | 5,4 %     |          | 0,1 %    |           |
| Стародубський повіт       | 144 833   | 0,2 %      | 92,9 %    |            | 6,8 %     |          | 0,1 %    |           |
| Суразький повіт           | 186 297   | 0,1 %      | 24,9 %    | 69,4 %     | 5,3 %     | 0,1 %    | 0,1 %    |           |
| Загалом по губернії       | 2 297 854 | 66,4 %     | 21,6 %    | 6,6 %      | 5,0 %     | 0,2 %    | 0,1 %    | 0,03 %    |

| Місто               | Українська | Російська | Їдиш   | Інша   |
| ------------------- | ---------- | --------- | ------ | ------ |
| Чернігів            | 36,4 %     | 28,8 %    | 31,7 % | 3,1 %  |
| Березна             | 84,1 %     | 1,5 %     | 13,6 % | 0,8 %  |
| Борзна              | 86,6 %     | 0,9 %     | 12,1 % |        |
| Глухів              | 58,1 %     | 15,0 %    | 25,9 % | 1,0 %  |
| Городня             | 54,5 %     | 14,0 %    | 29,0 % | 2,5 %  |
| Козелець            | 55,1 %     | 9,1 %     | 31,7 % | 4,1 %  |
| Конотоп             | 54,8 %     | 19,0 %    | 23,5 % | 2,7 %  |
| Кролевець           | 80,2 %     | 2,0 %     | 17,5 % | 0,3 %  |
| Короп               | 84,7 %     | 1,2 %     | 13,8 % | 0,3 %  |
| Мглин               | 0,3 %      | 63,5 %    | 35,0 % | 1,2 %  |
| Новгород-Сіверський | 53,2 %     | 14,1 %    | 32,0 % | 0,7 %  |
| Новозибков          | 0,5 %      | 72,0 %    | 24,7 % | 2,8 %  |
| Нове Місто          |            | 95,5 %    | 4,5 %  |        |
| Ніжин               | 67,7 %     | 7,4 %     | 23,6 % | 1,3 %  |
| Остер               | 60,1 %     | 7,4 %     | 29,7 % | 2,8 %  |
| Сосниця             | 71,5 %     | 2,2 %     | 26,0 % | 0,3 %  |
| Стародуб            | 1,1 %      | 58,6 %    | 39,6 % | 0,7 %  |
| Погар               |            | 76,5 %    | 23,5 % |        |
| Сураж               | 0,8 %      | 14,0 %    | 59,9 % | 25,3 % |
| Загалом по губернії | 48,8 %     | 23,2 %    | 26,0 % | 2,0 %  |

### Суспільні стани
Абсолютну більшість населення Чернігівської губернії складали селянські стани — козаки, державні селяни та колишні панські селяни.
У 1862 році «малоросійські козаки» становили 33 % від усіх жителів Чернігівської губернії і 65 % від державних селян губернії, активного в соціально-господарському плані населення з 18 до 60 років у даній групі нараховувалось 48,7 %. Характерною особливістю козацького населення було те, що кількість жінок перевищувала кількість чоловіків — 51,8 % і 48,2 % відповідно. На 100 чоловіків було в середньому 103 жінки. Пояснення цьому факту може бути пов'язано з відходом значної кількості чоловічого населення на заробітки в інші губернії внаслідок малоземелля і неприбутковості господарства. Один із сучасників залишив досить цікаву характеристику господарювання козаків Чернігівської губернії в 1860-ті роки:
|  | Населення Чернігівської губернії не відрізняється схильністю до промислової діяльності. Самий головний і повсякденний промисел — це хліборобство, але і воно ведеться рутинно, без уведення будь-яких удосконалень, крім деяких поміщицьких маєтків, в яких можна зустріти незначні корисні нововведення. Крім того жителі північних повітів, як малоземельні державні селяни і козаки всієї взагалі губернії йдуть щорічно, під час покосів, значними партіями на заробітки, переважно на Дон, а заможні чумакують, тобто займаються візництвом на волових підводах своєї і чужої поклажі. |

| Повіти              | %    |
| ------------------- | ---- |
| Борзненський        | 12,8 |
| Глухівський         | 5,8  |
| Городнянський       | 3,8  |
| Козелецький         | 9,3  |
| Конотопський        | 9,4  |
| Кролевецький        | 8,8  |
| Мглинський          | 7,1  |
| Ніжинський          | 10,6 |
| Новгород-Сіверський | 3,3  |
| Новозибковський     | 1,6  |
| Остерський          | 5,0  |
| Сосницький          | 8,7  |
| Стародубський       | 5,8  |
| Суразький           | 0,9  |
| Чернігівський       | 7,1  |

У 1894 році козаки становили близько 25 % відсотків населення. Найменше їх було на півночі губернії — у Суразькому (4,5 %) та Новозибковському (6,0 %) повітах, де переважали великороси та білоруси. У південних повітах, особливо в Конотопському, Кролевецькому, Козелецькому, Борзнянському повітах козаків налічувалося 40–54 %. Волостями де проживало найбільша кількість козаків були — Дроздівська, Кобижчанська, Бобровицька та Антонівська (75–83 %).

Кріпосні — дворові селяни зі Стародубського або Новгород-Сіверського повіту Чернігівської губернії. XIX століття

Державні селяни походили переважно з монастирських селян, а також з колишніх кріпосних, які перейшли у власність держави. У середньому по губернії їх налічувалося 17 %, а найменше (4–5 %) — у Ніжинському, Мглинському, Борзнянському повітах. Найбільша кількість державних селян (80–98 %) проживала в придніпровських волостях — Броварській, Жукинській, Пакульській, Сорокошицькій — володіннях Києво-Печерської лаври у минулому.
Колишні панські селяни в середньому становили 39 %. Найбільше їх було в північних повітах: Мглинському — 51 %, Суразькому — 55 %, Новозибковському — 57 %. Найменше їх було в Остерському повіті — 10,8 %.
Частка міщан у жодному з повітів не перевищувала 20 %. У середньому вони становили близько 12 %. Їх частка більша в найурбанізованіших повітах — Чернігівському, Борзнянському, Новозибковському, Ніжинському, Стародубському. У решті повітів число міщан не перевищує 9 %, а в деяких повітах (Козелецькому, Сосницькому, Остерському) становить менше 5 %.
Інші стани (дворяни, духовенство, купці, регулярні війська) налічували менше 5 % населення і зосереджувалися найчастіше у великих поселеннях.
Козаки переважали в п'яти південних повітах: Кролевецькому, Конотопському, Борзнянському, Ніжинському, Козелецькому. В Остерському повіті переважали державні селяни, у Чернігівському — усіх трьох станів було приблизно порівну (23–33 %). У решті повітів найчисельнішу групу складали колишні панські селяни.

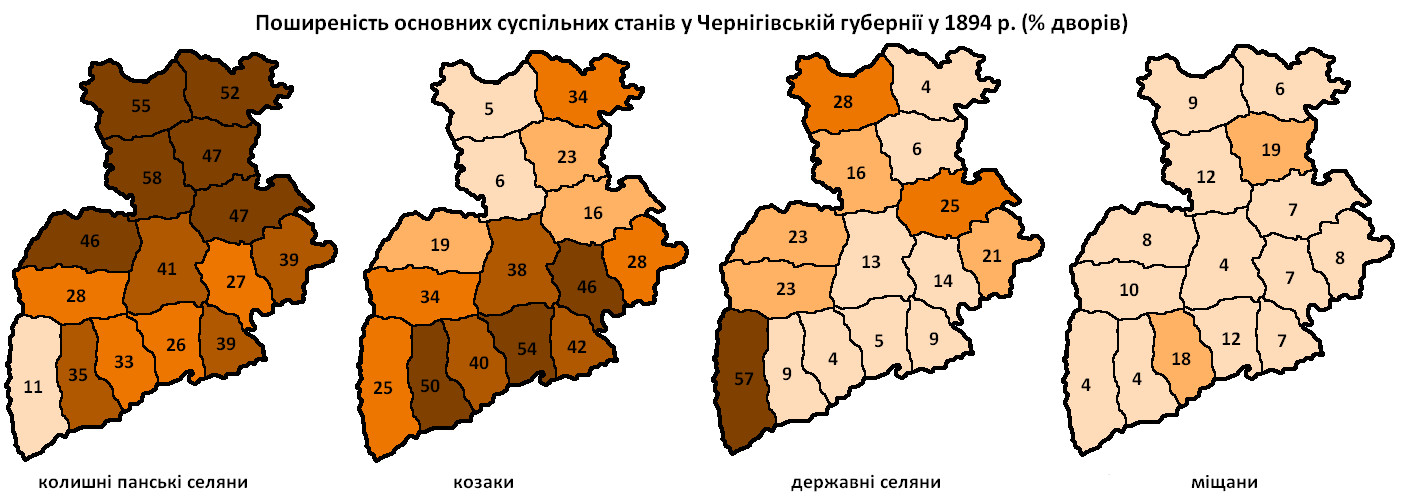
Суспільні стани в повітах губернії, 1894 рік

Загалом у губернії простежувалась закономірність — розміщення станів залежало від природних та господарських факторів. Козаки були найчисельнішою групою в степових чорноземних просторах; державні селяни — у лісово-болотяних місцевостях; колишні панські селяни особливо переважали місцях, де в минулому існували заводи поміщиків (рудні, гути, папірні, винокурінні та цукрові тощо).

### Міграція
Чернігівська губернія належала до числа староосвоєних та густозаселених губерній. У XIX столітті стала відчуватися перенаселеність губернії, особливо в північних повітах, де якість ґрунтів була низькою і навіть у врожайні роки хліба населенню не завжди вистачало. Це призвело до великого міграційного потоку з губернії у 2-й половині XIX століття.
Першими емігрантами в Чернігівській губернії були козаки. Ще на початку XIX століття близько 25 тис. козаків були переселені в Кубанську область та на Кавказ. До реформи 1861 року чисельність переселенців була невеликою. Не збільшилась вона і в перше десятиліття після скасування кріпацтва, оскільки в цей час селяни отримали землю і облаштовувалися на ній. Так з Ніжинського повіту з 1863 по 1878 рік виїхало всього 96 сімей — переважно на Кубань.
У 1861 році з'явився закон про устрій сільського населення, який мав врегулювати переміщення малоземельного населення з перенаселених губерній (до яких належала і Чернігівська) у малозаселені (Херсонську, Катеринославську, Таврійську, Саратовську, Оренбурзьку та інші). Цим законом для малоземельного населення були встановлені норми виписки з сільських громад та вписки до нових. У 1876 році був виданий закон про відведення земель у малонаселених губерніях і іншим селянам, в тому числі забезпеченим. У 1881 році було дозволено переселення селян, які мали борги, при цьому їх заборгованість переводилась на нові місця.
Усі ці заходи привели до стрімкого збільшення кількості переселенців. Основними напрямками переселенців був передній Сибір (Ішимський, Тюкалінський, Тарській округи Тобольської губернії; Каїнській округ Томської губернії; Ачинській, Мінусинський, Канський округи Єнісейської губернії) та Південно-Усурійський край. Напрямки міграції в різних частинах губернії відрізнялись — мешканці північних повітів більше переселялися до Сибіру, мешканці південних — у Південно-Усурійський (Амурський) край.
Еміграція в Амурський край переважала. Ця територія увійшла до складу Російської імперії в 1860 році і заселялась спочатку козаками та іншими переселенцями з навколишніх місцевостей, а також корейцями. Але заселеність її залишалась низької — у 1883 році на 76000 кв. верстах цього краю жило лише 13 390 людей. Чернігівське земство тривалий час вказувало Міністерству внутрішніх справ на катастрофічну незабезпеченість землею в губернії, особливо в північних повітах і 1882 року Міністерство доручило чернігівському губернатору відправити в Південно-Усурійський край 12 ходоків, вибраних сільськими громадами для огляду місць для переселення. Цей захід не дав суттєвого результату, бо тільки 5 посланців обрали місця, куди невдовзі переселилися 77 сімей. Більшість ходоків повернулася, не вдовольнившись місцями, особливо розливами річок, які спустошують прибережні простори.

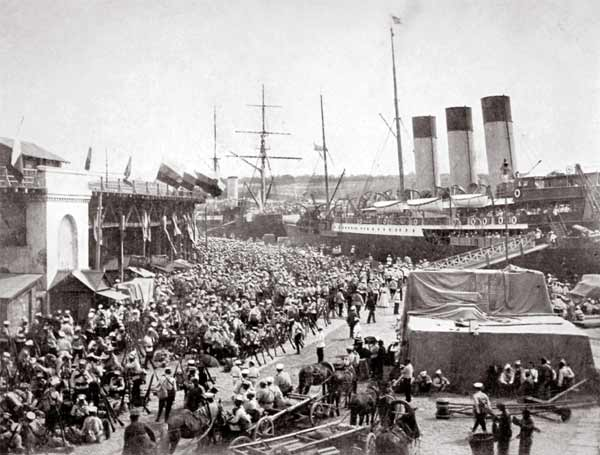
Корабель добровольчого флоту в Одесі перед відправкою на Далекий Схід

Але потік емігрантів наростав. Переселення в Амурський край відбувалося через Одесу на крейсерах добровольчого флоту. Відправлялись переважно весною, однією чи двома партіями. Пунктом прибуття був Владивосток, де, поки ходоки вибирали місця для заснування поселень, переселенці жили в спеціальних бараках. Держава виділяла позику на 28 років під 6 % і поселенці отримували по 100 десятин землі на один двір і на 20 років звільнялись від податків.
Прибуття переселенців позитивно вплинуло на розвиток регіону, оскільки вони були ініціативними, підприємливими та швидко освоювались на нових місцях. Так в «Нарисі сільськогосподарського господарства Приморської області», виданому наприкінці 1890-х років, вказується, що в середньому переселенці засівають землі 10–30 десятин на двір, мають 3–5 голів великої рогатої худоби, займаються рибальством, мисливством, транспортуванням військових вантажів.
Вихідці з Чернігівської губернії були одними з піонерів освоєння Південно-Усурійського краю. До середини 1890-х років ними було засновано близько 70 поселень, більшість з яких мали назви пов'язані з місцем походження мігрантів — Уноші, Смячі, Чернігівка, Ніжино, Глухівка, Ширяївка, Алтинівка та інші.
Переселення в Сибір значно прискорилось в 1890-ті роки. За 1891—1897 роки з Чернігівської губернії виїхало 21 тис. осіб. Найбільшу кількість мігрантів у Сибір давали північні та західні повіти — Стародубський, Мглинський, Новозибковський, Остерський, Козелецький, на які приходилося 65–75 % переселенців. Найменше в Сибір мігрували з південних та східних повітів — Чернігівського, Сосницького, Глухівського, Ніжинського, мешканці яких частіше переселялись в Амурський край.
Наприкінці XIX століття Чернігівська губернія перетворилася на один із головних донорів населення — у 1897 році еміграція з губернії перевищувала імміграцію в 27 разів. Так, якщо в 1888 році з губернії виїхало на 896 осіб більше ніж приїхало, то в 1897 році — на 20 770. У деяких повітах (напр. Мглинському, де в 1895—1896 роках щорічно виїжджало 2700–3600 людей або 2–2,5 % населення) еміграція майже дорівнювала природному приросту. Більшість переселенців з складали селяни і козаки. Еміграція допомогла зм'якшити проблему малоземелля та перенаселенності.

## Транспорт

### Залізниця
| Вид вантажу          | Поліська | Лібаво-Роменська | Києво-Воронезька | Разом  |
| -------------------- | -------- | ---------------- | ---------------- | ------ |
| Зернові              | 103      | 1853             | 4487             | 6413   |
| Тютюн                | 60       | 643              | 807              | 1510   |
| Пенька               | 640      | 73               | 24               | 737    |
| Цукровий буряк       | 0        | 1668             | 1250             | 2918   |
| Борошно, крупи       | 913      | 192              | 207              | 1312   |
| Цукор                | 12       | 1714             | 531              | 2267   |
| Будівельні матеріали | 1375     | 2702             | 97               | 4174   |
| Інші товари          | 2117     | 2918             | 1317             | 6352   |
| Всього               | 5220     | 11 763           | 8730             | 25 713 |

Залізничне сполучення в Чернігівській губернії з'явилося в 1867 році з будівництвом Курсько-Київської залізниці (з 1893 року — Києво-Воронезька, з 1895 року — Московсько-Києво-Воронезька), яка з'єднувала хліборобські Воронізьку та Курську губернії з Києвом. 1877 року почала функціонувати Лібаво-Роменська лінія, що з'єднувала південні губернії Російської імперії з Лібавським портом. Поліська лінія залізниці була побудована в 1887 році. Вона проходила по північній частині губернії та з'єднувала Гомель з Брянськом.

#### Києво-Воронезька лінія
Києво-Воронезька залізниця проходила по південній частині губернії з заходу на схід. Найбільші станції в межах губернії — Бровари, Бобрик, Бобровиця, Кобижча, Глухів, Носівка, Ніжин, Крути, Плиски, Бахмач, Конотоп. Вузькоколійні гілки цієї дороги вели від Чернігова до Прилук Полтавської губернії, від с. Пирогівки Новгород-Сіверського повіту до Конотопу і від Середини-Буди до Ворожби.
У 1890—1895 роках вантажообіг становив 12,8 млн пудів щорічно.
Відправлялось 8,7 млн пудів:
- хліб, крупи, борошно — 53,8 %,
- льон, буряк, цукор — 35,8 %,
- тютюн — 9,2 %.

Приймалось 4,1 млн пудів:
- льон, буряк, цукор — 87,5 %,
- хліб, крупи, борошно — 9,5 %,
- ліс — 5,3 %.

Найбільші станції за вантажообігом: Ніжин — 2,8 млн пудів, Конотоп — 2,3 млн пудів.

#### Лібаво-Роменська залізниця
Залізниця проходила з північного заходу на південний схід. До її складу входило 14 станцій: Терехівка, Хоробричі, Городня, Камка, Сновськ, Низківка, Мена, Макошин, Бондарівка, Доч, Часниківка, Бахмач, Григорівка, Дмитрівка. До цієї лінії примикала приватна дорога, яка з'єднувала станцію Низківка з Корюківкою, де знаходилося 2 цукрові заводи.
Лібаво-Роменська залізниця була найбільшою за вантажообігом. У перший рік після відкриття (1877) він склав 13,6 млн пудів (відправлено — 11 млн пудів вантажу, прийнято — 2,6 млн) Найбільший вантажообіг приходився на станцію Бахмач — 5,1 млн пудів (3,6 млн пудів — відправлено, 1,5 млн пудів — прийнято).
У 1894 вантажообіг зріс до 17,8 млн пудів (відправлено — 11,8 млн пудів, прийнято — 6 млн пудів).
В структурі перевезень переважали хліб, крупи, борошно та ліс.
Вантажообіг (1882—1888 роки):
- хліб, крупи, борошно — 43,5 %,
- ліс — 30,7 %,
- тютюн — 6,0 %,
- інші товари — 19,8 %.

#### Поліські залізниці
Проходила по півночі губернії паралельно до Києво-Воронезької залізниці та з'єднувала місто Гомель Могилівської губернії з Брянськом Орловської губернії. 1895 року збудована ділянка вузькоколійної дороги від Унечі до Стародубу. До Поліської залізниці належало 7 станцій: Злинка, Новозибков, Клинці, Унеча, Жудилів, Почеп, Красний Ріг.
Щорічний вантажообіг — 8 млн пудів.
Відправлено — 5 млн пудів:
- ліс та будівельні матеріали — 26 %,
- борошно, крупи — 17 %,
- прядиво (волокна стебел коноплі) — 12 %.

Прийнято — 3 млн пудів:
- риба, сіль, чай — 20 %,
- хліб — 11 %,
- вугілля — 5 %.

Найбільший річний вантажообіг у 1890–1895 роках мали станції Новозибков, Почеп — по 2,3 млн пудів, Унеча — 1,6 млн пудів.

## Освіта
Сфера освіти в Чернігівській губернії, як і загалом у Російській імперії, знаходилась на досить низькому рівні. Якщо під час існування Гетьманщини в південній частині Чернігівської губернії існувало близько 360 шкіл, в якій викладали вільні вчителі, то після скасування Гетьманщини та введення кріпацтва в 1782 році освіта занепала і опинилася переважно в руках духовенства. Починаючи з 1782 року до середини 1860-х років більшість шкіл були церковно-парафіяльними, у них викладали священики, дяки, псаломники, які часто самі не мали достатньої освіти. Такі школи розміщувалися в селянських хатах, де бракувало простору, не було опалення, внаслідок чого взимку навчання переривалося. Рівень освіти в цих школах був низьким.
Церковно-парафіяльних шкіл у губернії було обмаль до 1860 року, коли Чернігівський архієпископ Філарет розпорядився відкрити в жовтні школи по можливості при кожній церкві. При цьому священики не отримували платні ні за викладання, ні за можливе розміщення школи у своєму будинку. 1861 року таких шкіл було 759, у них навчалися 10 504 хлопця та 1769 дівчат. Окрім того, було 65 шкіл Палати державного майна, де навчалися 2109 хлопців та 243 дівчини.
Також у Чернігівській губернії існували й міністерські училища. Вони належали до початкових шкіл. Наприкінці 1890-х років їх налічувалось близько 30. Розташовані вони були нерівномірно, більшість — у південних повітах: Конотопському (7), Остерському (6). У шести повітах губернії не було жодного міністерського училища.
У 1860-х роках у губернії почали з'являтися перші земські школи, які з часом перебрали на себе основну роль у справі освіти. Вони створювалися земствами — виборними органами місцевого самоврядування. Головними перевагами земських шкіл над церковно-парафіяльними було розширене вивчення світських предметів, вищий освітній ценз у вчителів, використання прогресивніших методів навчання (використання підручників, наочних посібників тощо).
| Тип закладу          | 1869 | 1897 |
| -------------------- | ---- | ---- |
| Церковно-парафіяльні | 334  | 166  |
| Земські              | 53   | 584  |
| Міністерські         | 7    | 30   |
| Школи грамоти        | 0    | 521  |
| Інші                 | 154  | 10   |
| Всього               | 548  | 1311 |

Кількість таких шкіл швидко зростала. До 1897 року земства губернії збудували або відремонтували 584 шкільних приміщення, причому темпи будівництва підвищувалися із року в рік. Якщо до 1865 року земствами було збудовано або перебудова всього 10 шкільних приміщень, то за 1891—1897 роки — вже 216.
Земські управи намагалися підключити селянську громаду до будівництва шкільних приміщень для чого в губернському земстві був відкритий довгостроковий кредит. Сільські громади губернії до 1891 року виділили на побудову шкіл 322 990 карбованців, причому найбільше виділяли мешканці багатших південних повітів губернії — Ніжинського — 62317 крб, Борзнянського — 46611 крб.
Освіта в земських школах була безкоштовною у всіх повітах за винятком Глухівського, однак діти батьків які не брали участі у фінансуванні побудови шкіл мали платити від 25-50 копійок до 1-5 карбованців на рік за одного учня.
У Глухівському повіті плата за навчання становила від 10-60 копійок до 1 карбованця, причому діти бідняків не відвідували школу, якщо їх не звільняли від оплати. Плата за навчання використовувалася для опалення, ремонту та купівлі навчальних посібників. Частину коштів земські школи отримували від приватних осіб у вигляді грошей або матеріалами, паливом та іншими речами.
| Рік  | Всього | На освіту | На освіту |
| ---- | ------ | --------- | --------- |
| 1872 | 611,1  | 64,5      | 10,5 %    |
| 1880 | 1042,1 | 181,8     | 17,4 %    |
| 1895 | 1965,3 | 352,7     | 17,9 %    |

Матеріальне забезпечення шкіл попри суттєве зростання витрат на освіту залишалось на низькому рівні. Більшість земських шкіл мали одне класне приміщення. Так у 1897 році в повітах губернії із 565 земських шкіл 304 мали одну класну кімнату, 218 — дві. Лише в 42-х школах було або та чотири кімнати для навчання. У 1896 на одну земську школу припадало 427 книг і 48 навчальних посібників.
Офіційний строк навчання в земські школі становив 3 роки, але значна кількість учнів вчилася довше. Це були переважно діти бідняків, яких батьки навесні забирали зі школи для допомоги по господарству або наймали на різні роботи. Так вони пропускали екзамени, які проходили у травні і не могли закінчити навчання. Наприклад у 1891—1892 році 60 % учнів вибули зі школи до завершення навчання.
Основний контингент вчителів складали молоді люди до 35 років. Третина з них походила з непривілейованих станів (міщан, селян, козаків). Близько половини — з дворян та духовенства. У 1890-х роках приблизно половина вчителів губернії мала лише початкову освіту.
Попри активну роботу земств та покращення рівня освіти забезпеченість школами залишалась низькою. За підрахунками Комісії з народної освіти в середньому для кожного повіту губернії наприкінці XIX століття було необхідно ще 75-125 нових шкіл. Наявні приміщення не могли приймати всіх охочих, тому часто доводилося відмовляти у вступі до шкіл — за 1880–90-ті роки таких випадків було 3,5 тис. У 1896—1897 роках з 167 850 осіб шкільного віку навчалося лише 50 779, тобто близько 30 %.
| Повіт               | Жителів на одну школу | Поселень на одну школу |
| ------------------- | --------------------- | ---------------------- |
| Глухівський         | 2806                  | 4,5                    |
| Борзнянський        | 2707                  | 2,5                    |
| Кролевецький        | 3302                  | 4,2                    |
| Ніжинський          | 2909                  | 2,3                    |
| Козелецький         | 3475                  | 3,8                    |
| Новгород-Сіверський | 3010                  | 5,7                    |
| Сосницький          | 3340                  | 5,7                    |
| Чернігівський       | 2875                  | 5,0                    |
| Мглинський          | 4450                  | 11,8                   |
| Городнянський       | 3600                  | 8,0                    |
| Стародубський       | 4300                  | 9,0                    |
| Остерський          | 4301                  | 7,9                    |
| Конотопський        | 4106                  | 5,5                    |
| Новозибковський     | 4133                  | 6,5                    |
| Суразький           | 7136                  | 13,9                   |
| Загалом по губернії | 3610                  | 5,2                    |

У порівнянні з іншими південно-західними губерніями земські школи Чернігівської губернії показали прийнятний результат. В губернії одна земська школа приходилася на 3610 душ, а в Полтавській губернії на 4122, Волинській — 8461, Подільській — 9683.
У 1896 році на 100 жителів приходилося 3 учні початкових шкіл. Це приблизно дорівнювало показникам сусідніх губерній, але значно поступалося розвиненим країнам. Так, наприклад, у австралійських колоніях Великої Британії на 100 жителів приходилося 23–25 учнів початкових шкіл, а витрати на освіту на душу населення були в 35–40 разів більше, ніж у Чернігівській губернії.

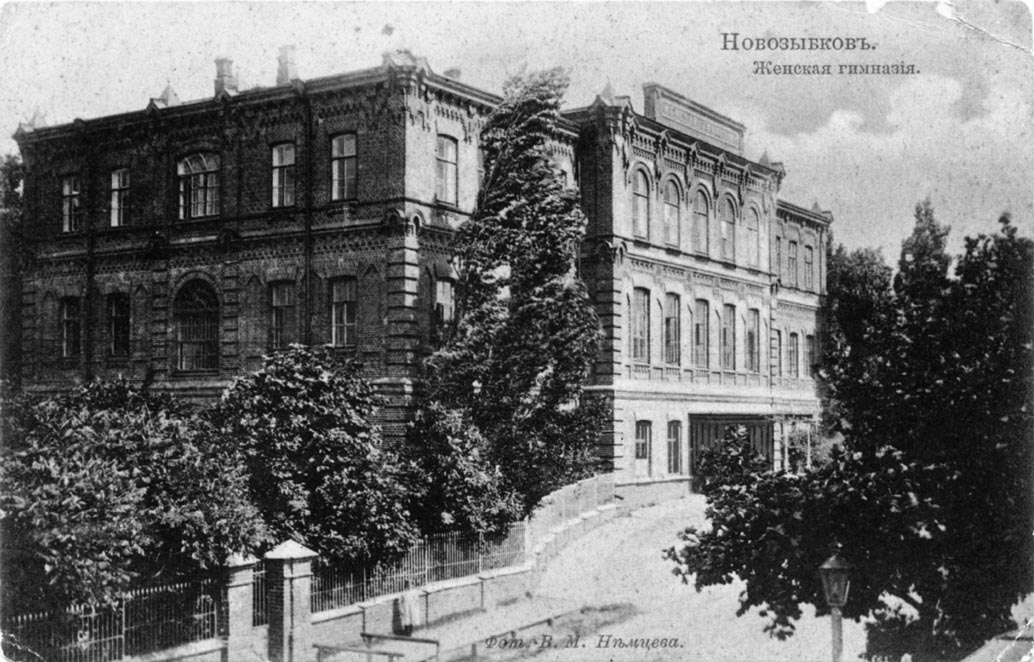
Новозибковська жіноча гімназія

Крім початкових навчальних закладів у губернії існували й середні. Наприкінці XIX століття їх було 20. Серед них п'ять духовних семінарій та училищ, одна фельдшерська школа, чотири гімназії (у Чернігові, Ніжині, Глухові, Новгороді-Сіверському), одна прогімназія в Стародубі, одна чоловіча гімназія в Новозибкові, один учительський інститут у Глухові, чотири жіночі гімназії (у Чернігові, Новозибкові, Ніжині, Новгороді-Сіверському) та три жіночі прогімназії. У цих закладах навчалися переважно дворяни (55–60 %) та міщани (20–25 %).
Вища освіта губернії наприкінці XIX століття була представлена єдиним Ніжинським історико-філологічним інститутом князя О. А. Безбородька. Він був створений 1820 року як Ліцей юридичних наук. 1875 року ліцей став історико-філологічним інститутом. Розрахований він був на 100 студентів, які вивчалися здебільшого на вчителів гімназій, з обов'язком відпрацювати не менше 6 років. Але доступність історико-філологічного курсу в Київському університеті св. Володимира призводила до зменшення значення інституту. Так у 1890-ті роки кількість студентів впала до 40-50, причому більшість була приїжджими з інших губерній. У цьому закладі навчались письменники Микола Гоголь, Леонід Глібов, етнограф Василь Тарновський, філолог Юхим Карський, український військовий діяч Павло Шандрук та багато інших визначних осіб.
Розвиток освіти в Чернігівській губернії, як і всієї Російської імперії був на низькому рівні. Проте в порівнянні з дореформеними часами прогрес був відчутний. Яскравим свідченням цьому є зменшення неписьменності серед новобранців Чернігівської губернії. Так у 1876 році серед 4115 новобранців неписьменних було 82 %, у 1886 — 75 %, а в 1896 році з 6413 осіб неписьменних було 3677 (57 %). Найважливішу роль у цьому відіграли земства, для яких питання освіти було одним із ключових — на неї приходилося майже 20 % всіх витрат. 1896 року на одну школу земства Чернігівської губернії виділяли 484 карбованців, і хоча цього було недостатньо для ліквідації неписьменності та охоплення школами всіх верств населення, робота земств вважається успішною.

## Чернігівщина в 1917–1920 роках
Після Лютневої революції 1917 року в Російській імперії царська влада на місцях впала. Губернським комісаром російського Тимчасового уряду став Олексій Бакуринський. Потім його змінив Михайло Іскрицький. Після проголошення Українською Центральною Радою (УЦР) 2-го Універсалу Тимчасовий уряд Росії 4 (17) серпня 1917 року видав «Тимчасову інструкцію Генеральному Секретаріатові Тимчасового уряду на Україні», згідно з якою він підтвердив владні повноваження Генерального Секретаріату УЦР на території 5-ти губерній України, в тому числі й Чернігівської. Водночас Тимчасовий уряд вилучив з-під повноважень автономної України Мглинський, Суразький, Стародубський і Новозибковський повіти. Наприкінці серпня від УЦР губернським комісаром став Дмитро Дорошенко. 3-м Універсалом була проголошена Українська Народна Республіка (УНР), яка відновила владу України і чернігівського губернатора над чотирма північними повітами. Але вже в грудні розпочалась війна Радянської Росії проти УНР. У січні 1918 року на Чернігівщині відбувся бій під Крутами.
Наприкінці січня 1918 року на території губернії було встановлено радянську владу. Після підписання 27 січня (9 лютого) 1918 року Брест-Литовського мирного договору між УНР та Центральними державами, військами Німеччини та УНР у березні 1918 року було відновлено владу УНР на території губернії. Губернським комісаром (губернатором) з 15 березня до травня 1918 року від влади УНР був Гнат Стаднюк. За часів Української Держави (УД) губернськими старостами (губернаторами) були Микола Савицький і Микола Висоцький. У травні — червні 1918 року було підписано угоди про перемир'я між РСФРР — з одного боку та УД і Німеччиною — з іншого. У результаті через північні райони губернії пройшла демаркаційна лінія і так звана «нейтральна зона», що стали фактично на півроку державним кордоном між Україною і Радянською Росією. Мглинський і Суразький повіти залишились під владою Росії. Восени 1918 року командування Червоної армії сформувало в «нейтральній зоні» і в глибині своєї території 1-шу Українську радянську дивізію переважно з учасників Таращанського повстання літа 1918 року проти німців і гетьмана Павла Скоропадського. Росіяни — як червоні, так і білі, на повну силу використовували слабку національну свідомість українців у своїх інтересах. У листопаді — грудні 1918 року після скасування Брестського миру між РСФРР та Німеччиною, війська Радянської Росії відновили відкриту війну проти незалежної України (УД — УНР). Головну ударну силу в наступі на Чернігівщині військ РСФРР проти УНР відіграла та сама 1-ша Українська радянська дивізія.
В часи правління Скоропадського на Чернігівщині була розквартирована Сірожупанна дивізія українських військ. У листопаді 1918 року після грамоти гетьмана від 14 листопада вона приєдналась до повстання Директорії УНР проти нього. У грудні 1918 року влада Скоропадського була повалена і перейшла до Директорії УНР. У січні — на початку лютого 1919 року радянські війська захопили територію губернії в боях з військами УНР (Оборона Чернігова (1919) та інші бої). У серпні — грудні 1919 року на території губернії йшли бої між Червоною армією та російськими білогвардійцями Денікіна, на деякий час більша частина Чернігівщини навіть була захоплена ними, у тому числі й Чернігів. Але вже в грудні 1919 року в губернії остаточно встановилась радянська окупаційна влада.

### Хронологія
- 18.01.1918 — 12.03.1918 у складі УНР Рад
- 12.03.1918 — 14.12.1918 захоплення військами Німеччини
- 12.03.1918 — 29.04.1918 у складі Української Народної Республіки
- 29.04.1918 — 14.12.1918 у складі Української Держави
- 14.12.1918 — 12.01.1919 у складі Української Народної Республіки
- 12.01.1919 — 12.10.1919 у складі УСРР
- 13.04.1919 — 17.04.1919 I губернський з'їзд Рад
- 12.10.1919 — 5.11.1919 захоплення військами А. І. Денікіна
- з 5.11.1919 у складі УСРР
- 2.02.1920 — 6.02.1920 губернський з'їзд Рад
- 6.10.1920 — 13.10.1920 губернський з'їзд Рад

## Персоналії
- Гончар Гаврило Леонтійович — підполковник Дієвої армії УНР.
- Діденко Анатолій Михайлович — генеральний хорунжий Армії Української Держави.
- Дорошкевич Олександр Васильович — генеральний хорунжий Армії Української Держави.

## Очільники губернії

### Губернатори
| Прізвище ім'я по-батькові            | Титул, чин, військове звання | Час на посаді           |
| ------------------------------------ | --- | ----------------------- |
| Френсдорф Іван Васильович            | барон, дійсний статський радник | 27.02.1802 — 1813       |
| Бутович Олексій Петрович             | статський радник (дійсний статський радник) | 1813 — 24.05.1818       |
| Фролов-Багрєєв Олександр Олексійович | дійсний статський радник | 24.05.1818 — 1824       |
| Могилевський Павло Іванович          | дійсний статський радник | 27.06.1824 — 05.06.1828 |
| Жуков Микола Іванович                | дійсний статський радник | 01.09.1828 — 29.01.1839 |
| Шереметьєв Василь Олександрович      | камергер, статський радник, виконувач обов'язків (затверджений на посаді 05.12.1839 з підвищенням у дійсного статського радника)                                                                                       | 29.01.1839 — 06.01.1841 |
| Гессе Павло Іванович                 | статський радник (генерал-майор) | 11.01.1841 — 11.03.1855 |
| Анненський Федір Миколайович         | дійсний статський радник, виконувач обов'язків | 19.03.1855 — 25.01.1857 |
| Шабельський Катон Павлович           | у званні камергера, дійсний статський радник | 25.01.1857 — 17.02.1861 |
| Голіцин Сергій Павлович              | князь, у званні камер-юнкера, статський радник, виконувач обов'язків (затверджений на посаді 17.04.1863 з підвищенням у дійсного статського радника, перейменований 30.08.1868 у Свити Його Величності генерал-майора) | 17.02.1861 — 01.1870    |
| Панчулідзев Олексій Олександрович    | дійсний статський радник | 30.01.1870 — 19.12.1875 |
| Дараган Михайло Петрович             | дійсний статський радник | 02.01.1876 — 30.07.1878 |
| Шостак Анатолій Львович              | камергер, статський радник, виконувач обов'язків (затверджений на посаді 01.04.1879 з підвищенням у дійсного статського радника)                                                                                       | 31.08.1878 — 28.07.1881 |
| Шаховський Сергій Володимирович      | князь, статський радник, виконувач обов'язків (затверджений на посаді 15.05.1883) | 16.08.1881 — 04.04.1885 |
| Анастасьєв Олександр Констатинович   | дійсний статський радник (таємний радник) | 11.04.1885 — 22.06.1892 |
| Веселкін Михайло Михайлович          | дійсний статський радник | 30.06.1892 — 02.12.1893 |
| Андреєвський Євген Костянтинович     | дійсний статський радник (таємний радник) | 04.12.1893 — 09.01.1903 |
| Хвостов Олексій Олексійович          | статський радник | 25.01.1903 — 03.02.1906 |
| Родіонов Микола Матвійович           | дійсний статський радник | 03.02.1906 — 07.06.1909 |
| Маклаков Микола Олексійович          | статський радник | 07.06.1909 — 01.1912    |
| Стерлігов Ілля Іванович              | колезький радник | 14.01.1913 — 1915       |
| Лавриновський Микола Миколайович     | статський радник | 01.1915 — 01.1916       |
| Гревеніц Микола Олександрович (1874) | барон, дійсний статський радник | 19.05.1916 — 02.03.1917 |

### Губернські предводителі дворянства
| Прізвище ім'я по-батькові          | Титул, чин, військове звання                                                                     | Час на посаді           |
| ---------------------------------- | ------------------------------------------------------------------------------------------------ | ----------------------- |
| Стороженко Микола Михайлович       | дійсний статський радник                                                                         | 1802 — 1815             |
| Лизогуб Іван Якович                | колезький асесор                                                                                 | 1816 — 1818             |
| Ширай Степан Михайлович            | генерал-майор                                                                                    | 27.01.1818 — 01.07.1820 |
| Посудевський Іван Іванович         | полковник                                                                                        | 19.10.1829 — 20.05.1831 |
| Лунін-Барановський Яків Іванович   | штабс-капітан                                                                                    | 20.05.1831 — 24.10.1832 |
| Маркович Олександр Михайлович      | колезький асесор                                                                                 | 14.11.1832 — 20.09.1838 |
| Ладомирський Василь Миколайович    | полковник                                                                                        | 22.11.1838 — 01.11.1847 |
| Бороздна Микола Петрович           | дійсний статський радник                                                                         | 11.07.1848 — 24.09.1862 |
| Дурново Іван Миколайович           | у званні камер-юнкера, статський радник (дійсний статський радник)                               | 24.09.1862 — 16.11.1870 |
| Неплюєв Микола Іванович            | відставний гвардії штабс-капітан, виконувач обов'язків (затверджений 12.06.1881, таємний радник) | 16.07.1872 — 21.06.1890 |
| Милорадович Григорій Олександрович | граф, генерал-лейтенант                                                                          | 21.06.1890 — 02.10.1896 |
| Долгоруков Микола Дмитрович        | князь, статський радник                                                                          | 24.10.1896 — 08.05.1899 |
| Муханов Олексій Олексійович        | у званні камер-юнкера, надвірний радник                                                          | 11.11.1899 — 1905       |
| Василь Голіцин                     | підполковник                                                                                     | 1905 — 1908             |
| Комаровський Хрісанфій Миколайович | дійсний статський радник                                                                         | 12.06.1908 — 1909       |
| Олександр Рачинський               | колезький радник                                                                                 | 12.08.1909 — 1915       |
| Мусін-Пушкін Володимир Олексійович | граф, дійсний статський радник                                                                   | 1915 — 1917             |

### Очільники губернії в 1917—1925 роках
| Прізвище ім'я по-батькові                             | Посада                                                                   | Час на посаді                    |
| ----------------------------------------------------- | ------------------------------------------------------------------------ | -------------------------------- |
| Бакуринський Олексій Олександрович                    | губернський комісар (Тимчасовий уряд Росії)                              | березень 1917—1917               |
| Іскрицький Михайло Андрійович                         | губернський комісар (Тимчасовий уряд Росії)                              | 1917 — липень 1917               |
| Кулябко-Корецький М. Н.                               | губернський комісар (Тимчасовий уряд Росії)                              | липень 1917 — серпень 1917       |
| Дорошенко Дмитро Іванович                             | губернський комісар (Українська Центральна Рада)                         | серпень 1917 — січень 1918       |
| Заливчий Андрій Іванович                              | голова губернського виконавчого комітету                                 | грудень 1917 — березень 1918     |
| Соколовська Софія Іванівна (Светлова Олена Кирилівна) | голова губернського виконавчого комітету                                 | 19 січня 1918 — 12 березня 1918  |
| Савицький Микола Петрович                             | губернський староста (Українська Держава)                                | 13 травня 1918 — 28 червня 1918  |
| Соколовська Софія Іванівна (Светлова Олена Кирилівна) | голова підпільного губернського революційного комітету                   | літо 1918 — кінець 1918          |
| Висоцький Микола                                      | губернський староста (Українська Держава)                                | 28 червня 1918 — листопад 1918   |
| Левін (Левчук) С. Ю.                                  | голова губернського комітету КП(б)У                                      | 15 листопада 1918 — 4 січня 1919 |
| Рубан Г.                                              | голова губернського виконавчого комітету                                 | грудень 1918 — січень 1919       |
| Лапчинський Георгій (Юрій) Федорович                  | голова губернського комітету КП(б)У                                      | 4 січня — лютий 1919             |
| Лапчинський Георгій (Юрій) Федорович                  | голова губернського революційного комітету (з 10 січня 1919 в м. Клінци) | 10 січня 1919 — 24 квітня 1919   |
| Вегер Ілля Сергійович                                 | голова губернського комітету КП(б)У                                      | лютий — 3 березня 1919           |
| Іванов                                                | голова губернського комітету КП(б)У                                      | 3 березня — квітень 1919         |
| Риндіч Андріан Пилипович                              | голова губернського комітету КП(б)У                                      | квітень — травень 1919           |
| Коцюбинський Юрій Михайлович                          | голова губернського виконавчого комітету                                 | 24 квітня — 15 червня 1919       |
| Коцюбинський Юрій Михайлович                          | голова губернського комітету КП(б)У                                      | травень — травень 1919           |
| Елькінд К.                                            | голова губернського комітету КП(б)У                                      | травень — червень 1919           |
| Будавець П. К.                                        | голова губернського комітету КП(б)У                                      | червень — липень 1919            |
| Коржиков Тит Михайлович                               | голова губернського виконавчого комітету                                 | 15 червня — липень 1919          |
| Риндіч Андріан Пилипович                              | голова губернського виконавчого комітету                                 | липень — липень 1919             |
| Коржиков Тит Михайлович                               | голова губернського виконавчого комітету                                 | липень — серпень 1919            |
| Коцюбинський Юрій Михайлович                          | голова губернського комітету КП(б)У                                      | липень — серпень 1919            |
| Батюк-Урусов Іван Іванович                            | голова губернського комітету КП(б)У                                      | серпень — вересень 1919          |
| Батюк-Урусов Іван Іванович                            | голова губернського виконавчого комітету                                 | серпень — вересень 1919          |
| Хавський М. І.                                        | голова губернського комітету КП(б)У                                      | вересень — жовтень 1919          |
| Батюк-Урусов Іван Іванович                            | голова губернського комітету КП(б)У                                      | жовтень 1919                     |
| Коржиков Тит Михайлович                               | голова губернського виконавчого комітету                                 | жовтень — грудень 1919           |
| Коцюбинський Юрій Михайлович                          | голова губернського бюро КП(б)У                                          | 12 жовтня — грудень 1919         |
| Коцюбинський Юрій Михайлович                          | голова губернського комітету КП(б)У                                      | грудень 1919 — 3 січня 1920      |
| Глебов-Авілов Микола Павлович                         | голова губернського революційного комітету                               | 28 грудня 1919 — 2 січня 1920    |
| Міхелович Тевій Мойсейович                            | голова губернського революційного комітету                               | 3 січня 1920 — 7 лютого 1920     |
| Міхелович Тевій Мойсейович                            | голова губернського комітету КП(б)У                                      | 3 січня — 14 січня 1920          |
| Голубєв                                               | голова губернського комітету КП(б)У                                      | 14 січня — 18 березня 1920       |
| Петровський Данило Іванович                           | голова губернського виконавчого комітету                                 | 7 лютого — 9 травня 1920         |
| Чубін Яків Абрамович                                  | голова губернського комітету КП(б)У                                      | 29 березня — 8 червня 1920       |
| Коржиков Тит Михайлович                               | голова губернського революційного комітету                               | 9 травня 1920 — 1 вересня 1920   |
| Одинцов Олександр Васильович                          | голова губернського комітету КП(б)У                                      | 8 червня — липень 1920           |
| Коржиков Тит Михайлович                               | голова губернського виконавчого комітету                                 | 12 липня — 1 вересня 1920        |
| Коржиков Тит Михайлович                               | голова губернського комітету КП(б)У                                      | серпень 1920                     |
| Риндіч Андріан Пилипович                              | голова губернського комітету КП(б)У                                      | 25 серпня — 10 вересня 1920      |
| Петровський Данило Іванович                           | голова губернського революційного комітету                               | 1 вересня — 7 вересня 1920       |
| Петровський Данило Іванович                           | голова губернського виконавчого комітету                                 | 1 вересня — 7 вересня 1920       |
| Буздалін Сергій Феоктистович                          | голова губернського революційного комітету                               | 7 вересня — 30 жовтня 1920       |
| Риндіч Андріан Пилипович                              | відповідальний секретар губернського комітету КП(б)У                     | 10 вересня 1920 — січень 1921    |
| Буздалін Сергій Феоктистович                          | голова губернського виконавчого комітету                                 | 30 жовтня — 15 грудня 1920       |
| Філатов Микола Олексійович                            | голова губернського виконавчого комітету                                 | 15 грудня 1920 — січень 1921     |
| Любченко Панас Петрович                               | голова губернського виконавчого комітету                                 | 1921                             |
| Єрмощенко Веніамін Йосипович                          | голова губернського виконавчого комітету                                 | 1921 — травень 1922              |
| Одинцов Олександр Васильович                          | відповідальний секретар губернського комітету КП(б)У                     | 1921                             |
| Тьомкін Марк Мойсейович                               | відповідальний секретар губернського комітету КП(б)У                     | 1921                             |
| Кремницький Федір Іванович                            | відповідальний секретар губернського комітету КП(б)У                     | грудень 1921 — травень 1922      |
| Пахомов Микола Іванович                               | голова губернського виконавчого комітету                                 | травень — 6 грудня 1922          |
| Леонов Л. Н.                                          | відповідальний секретар губернського комітету КП(б)У                     | травень — серпень 1922           |
| Птуха Володимир Васильович                            | в.о. відповідального секретаря губернського комітету КП(б)У              | серпень — вересень 1922          |
| Кремницький Федір Іванович                            | відповідальний секретар губернського комітету КП(б)У                     | вересень 1922 — травень 1924     |
| Попов Іван Васильович                                 | голова губернського виконавчого комітету                                 | 6 грудня 1922 — 20 червня 1924   |
| Таран Сава Дмитрович                                  | відповідальний секретар губернського комітету КП(б)У                     | травень 1924 — червень 1925      |
| Василенко Марко Сергійович                            | тво. голови губернського виконавчого комітету                            | 20 червня — серпень 1924         |
| Зуєв Михайло Васильович                               | тво. голови губернського виконавчого комітету                            | серпень 1924                     |
| Власенко Степан Наумович                              | голова губернського виконавчого комітету                                 | серпень 1924 — червень 1925      |
| Стрілець Антон Лаврентійович                          | голова губернського виконавчого комітету                                 | червень — серпень 1925           |
| Варелас Герасим Панасович                             | відповідальний секретар губернського комітету КП(б)У                     | червень — серпень 1925           |